# Louise de Kérouaille, hertiginna av Portsmouth
Louise de Kérouaille (Louise Renée de Penancoët de Kerouaille, hertiginna av Portsmouth), född 1649 i Bretagne i Frankrike, död 14 november 1734 i Paris, var mätress till kung Karl II av England 1673–1685.

## Biografi

### Tidigt liv
Hon var dotter till den bretonska adelsmannen Guillaume de Kérouaille och Marie de Ploeuc de Timeur och blev tidigt hovdam åt Ludvig XIV:s svägerska, Henrietta av England. Det sägs att hon placerades vid hovet av sin familj för att bli mätress åt Ludvig XIV. Hon mötte Karl II då hon följde med Henrietta till ett besök i Dover 1670, och när Henrietta kort därpå avled erbjöd Karl II henne en tjänst som hovdam hos sin drottning, Katarina av Braganza. Hon accepterade tjänsten och inledde ett förhållande med Karl II vid sin ankomst till England. Paret fick 1672 Charles Lennox, och år 1673 erhöll hon titeln hertiginna av Portsmouth. 

### Mätress
Louise de Kérouaille ryktades ha lanserats som mätress åt Karl II av Frankrike för att agera spion. Detta tycks inte stämma, men när hon hade blivit mätress tog Frankrike möjligheten att utnyttja situationen och gav henne sitt stöd i utbyte mot att hon använde sitt inflytande för att gynna franska intressen i England, något hon i viss grad ska ha gått med på att göra. Hon mottog ofta gåvor från Ludvig XIV, och utförde enligt avtal de uppgifter han gav henne för att gynna franska intressen genom sitt inflytande på Karl II. Louise de Kérouaille beskrivs som intelligent, viljestark och skarpsinnad, samtidigt som hon gav intryck av att vara naiv och barnslig. 
På grund av sitt franska ursprung, katolska tro och sin vinningslystnad var hon synnerligen impopulär i England. Hennes rival, Karl II:s andra älskarinna Nell Gwynn, kallade henne Squintabella och då hon en gång misstogs för henne förklarade hon: "Lugna ner er, det är jag som är det protestantiska fnasket!" 
Karl II var uppriktigt fäst vid henne, och hon tack vare sin förståelse för hans personlighet kunde hon behålla sin ställning även under en lång tids sjukdom 1677 och ett besök i Frankrike 1682. Hon lyckades hålla sig utanför att anklagas för delaktighet i den katolska konspirationen Popish Plot 1678 efter ingripande från Katarina av Braganza, som var tacksam över den personliga hänsyn Louise alltid hade visat henne. Vid Karl II:s död tillhörde hon dem som gjorde det möjligt för honom att dö enligt katolskt ceremoniel. 

### Senare liv
Karl II avled 1685, och tre år senare lämnade de Kérouaille England. Återstoden av sitt liv bodde hon på sina franska gods. Hon fick till en början den inkomst Karl II hade garanterat henne, men den upphörde 1688, och hon levde resten av livet på en pension som hon erhållit av Ludvig XIV av Frankrike.
Hon avled i Paris 1734 i den för den tiden höga åldern av 85 år.